# Eukoenenia gadorensis
Espèce
Eukoenenia gadorensis est une espèce de palpigrades de la famille des Eukoeneniidae.

## Distribution
Cette espèce est endémique d'Andalousie en Espagne. Elle se rencontre à Enix dans les grottes Cueva del Llano de la Montes et Cueva del Lobo dans la sierra de Gádor dans la province d'Almería.

## Description
Le mâle holotype mesure 1,377 mm et la femelle paratype 1,407 mm.

## Étymologie
Son nom d'espèce, composé de gador et du suffixe latin -ensis, « qui vit dans, qui habite », lui a été donné en référence au lieu de sa découverte, la sierra de Gádor.

## Publication originale
- Mayoral & Barranco, 2002 : Descripción de una nueva Eukoenenia Börner, 1901 del sureste Ibérico (Arachnida, Palpigradi, Microthelyphonida). Revista Iberica de Aracnologia, vol. 6, p. 129-134 (texte intégral).